# قوريجان
قوريجان هي قرية في مقاطعة ملكان، إيران. عدد سكان هذه القرية هو 2,378 في سنة 2006.